# Incheville
Ne doit pas être confondu avec Eincheville.
Incheville est une commune française située dans le département de la Seine-Maritime en région Normandie.

## Géographie

### Description

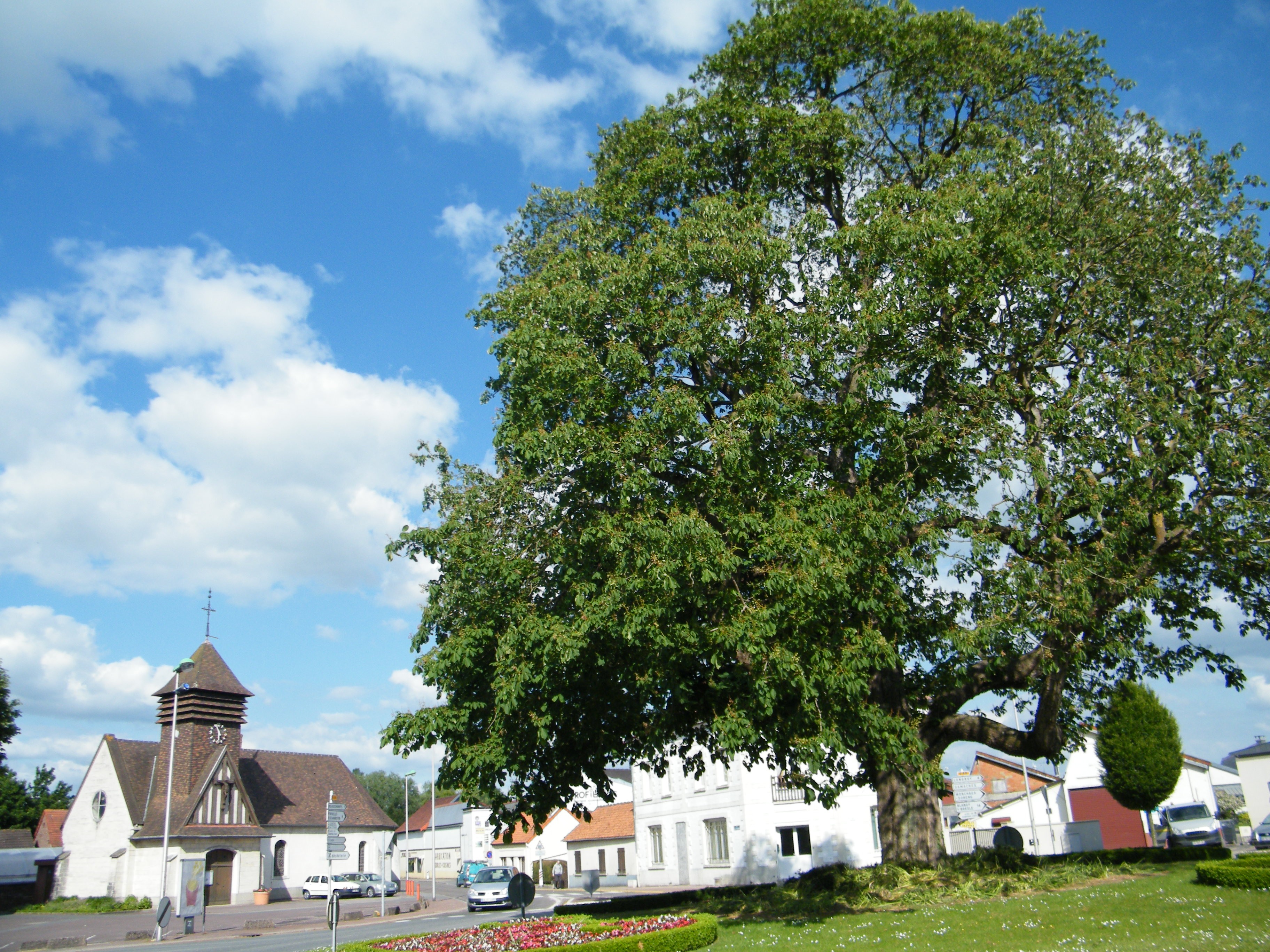
L'église et le marronnier du rond-point à Incheville en 2015.

La commune est située dans le département de la Seine-Maritime, dans la région Haute-Normandie. Le village est sur les bords de la Bresle, fleuve servant de limite entre les départements de la Somme et de la Seine-Maritime, et entre la Normandie et la Picardie. Le village de Beauchamps, voisin d'Incheville, est, lui, situé dans le département de la Somme, les deux agglomérations n'étant séparées que par la Bresle.
La commune est à 7 km de la ville d'Eu, 11 km du Tréport, 37 km de Dieppe, 47 km d'Abbeville, 94 km de Rouen, 63 km d'Amiens et 158 km de Paris.

### Communes limitrophes
Les communes limitrophes sont  Beauchamps, Bouvaincourt-sur-Bresle, Gamaches, Longroy, Millebosc, Monchy-sur-Eu et Ponts-et-Marais.
| Ponts-et-Marais     | Bouvaincourt-sur-Bresle (Somme) | Beauchamps (Somme) |
| Saint-Pierre-en-Val | Incheville                      | Gamaches (Somme)   |
| Monchy-sur-Eu       | Millebosc                       | Longroy            |

### Hydrographie
La commune est située dans le bassin Seine-Normandie. Elle est drainée par la Bresle, le canal 01 de la commune de Incheville, le cours d'eau 01 de Gousseauville, la Bresle et  et un autre petit cours d'eau,.
La Bresleest un fleuve côtier d'une longueur de 68 km, qui prend sa source dans la commune de Abancourt, à 180 mètres d’altitude, et se jette  dans la Manche au Tréport, après avoir traversé 30 communes. Les caractéristiques hydrologiques de la Bresle sont données par la station hydrologique située sur la commune de Ponts-et-Marais. Le débit moyen mensuel est de 7,24 m3/s. Le débit moyen journalier maximum est de 18,6 m3/s, atteint lors de la crue du 28 décembre 1999. Le débit instantané maximal est quant à lui de 18,8 m3/s, atteint le même jour.
Trois plans d'eau complètent le réseau hydrographique : le Marais (28,07 ha), le plan d'eau 1 de la commune de Incheville (3,84 ha) et le plan d'eau 2 de la commune de Incheville (5,41 ha),.

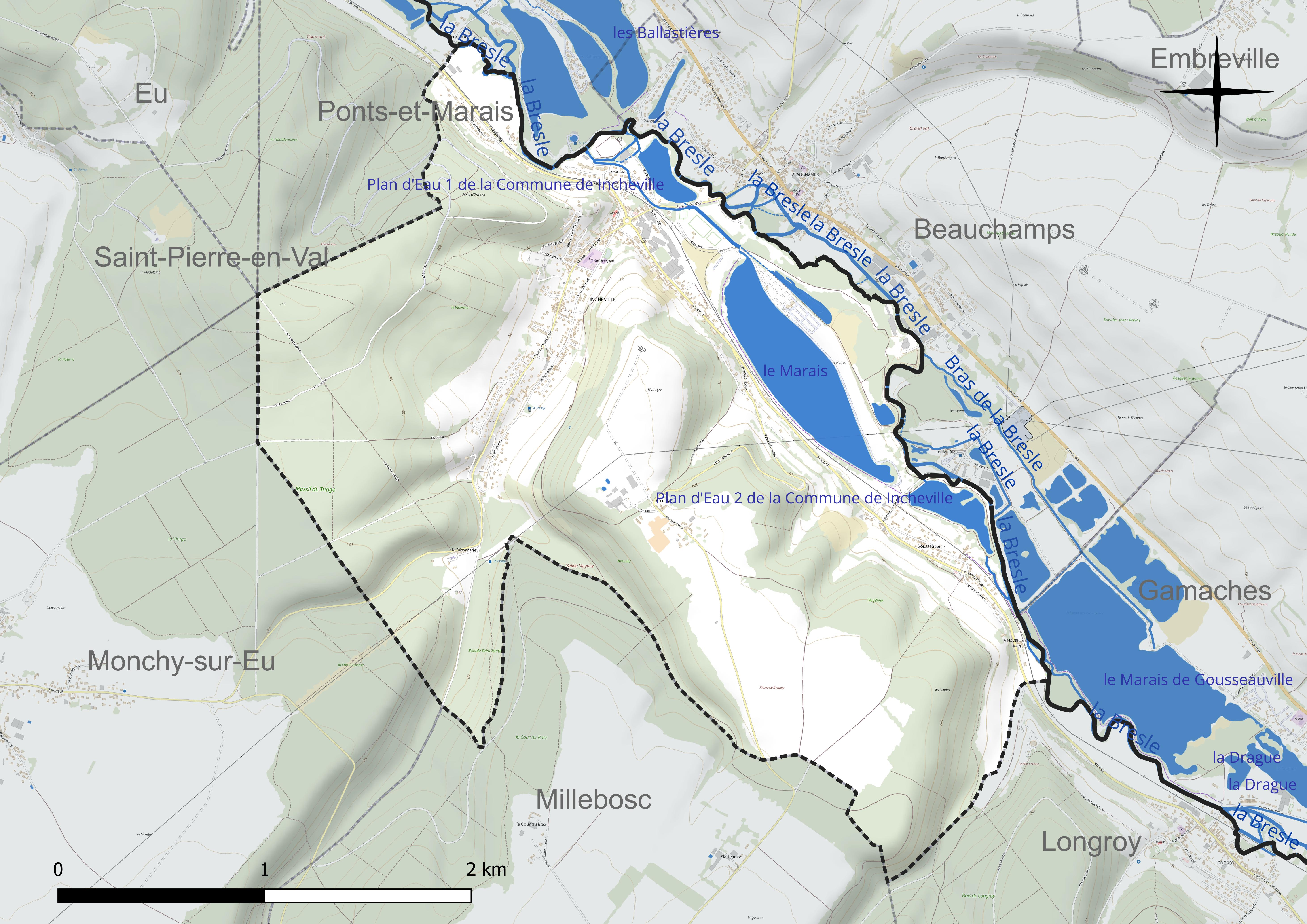
Réseau hydrographique d'Incheville.

### Climat
Pour des articles plus généraux, voir Climat de la Normandie et Climat de la Seine-Maritime.
En 2010, le climat de la commune est de type climat océanique franc, selon une étude du CNRS s'appuyant sur une série de données couvrant la période 1971-2000. En 2020, Météo-France publie une typologie des climats de la France métropolitaine dans laquelle la commune est exposée à un climat océanique et est dans la région climatique Côtes de la Manche orientale, caractérisée par un faible ensoleillement (1 550 h/an) ; forte humidité de l’air (plus de 20 h/jour avec humidité relative > 80 % en hiver), vents forts fréquents. Parallèlement le GIEC normand, un groupe régional d’experts sur le climat, différencie quant à lui, dans une étude de 2020, trois grands types de climats pour la région Normandie, nuancés à une échelle plus fine par les facteurs géographiques locaux. La commune est, selon ce zonage, exposée à un « climat maritime », correspondant au Pays de Caux, frais, humide et pluvieux, légèrement plus frais que dans le Cotentin.
Pour la période 1971-2000, la température annuelle moyenne est de 10,4 °C, avec une amplitude thermique annuelle de 12,9 °C. Le cumul annuel moyen de précipitations est de 865 mm, avec 12,5 jours de précipitations en janvier et 8,6 jours en juillet. Pour la période 1991-2020, la température moyenne annuelle observée sur la station météorologique la plus proche, située sur la commune de Cayeux-sur-Mer à 19 km à vol d'oiseau, est de 11,4 °C et le cumul annuel moyen de précipitations est de 761,1 mm,. Pour l'avenir, les paramètres climatiques de la commune estimés pour 2050 selon différents scénarios d’émission de gaz à effet de serre sont consultables sur un site dédié publié par Météo-France en novembre 2022.

## Urbanisme

### Typologie
Au 1er janvier 2024, Incheville est catégorisée bourg rural, selon la nouvelle grille communale de densité à sept niveaux définie par l'Insee en 2022.
Elle appartient à l'unité urbaine d'Incheville, une agglomération inter-régionale regroupant trois  communes, dont elle est ville-centre,,. Par ailleurs la commune fait partie de l'aire d'attraction d'Eu, dont elle est une commune de la couronne,. Cette aire, qui regroupe 26 communes, est catégorisée dans les aires de moins de 50 000 habitants,.

### Occupation des sols

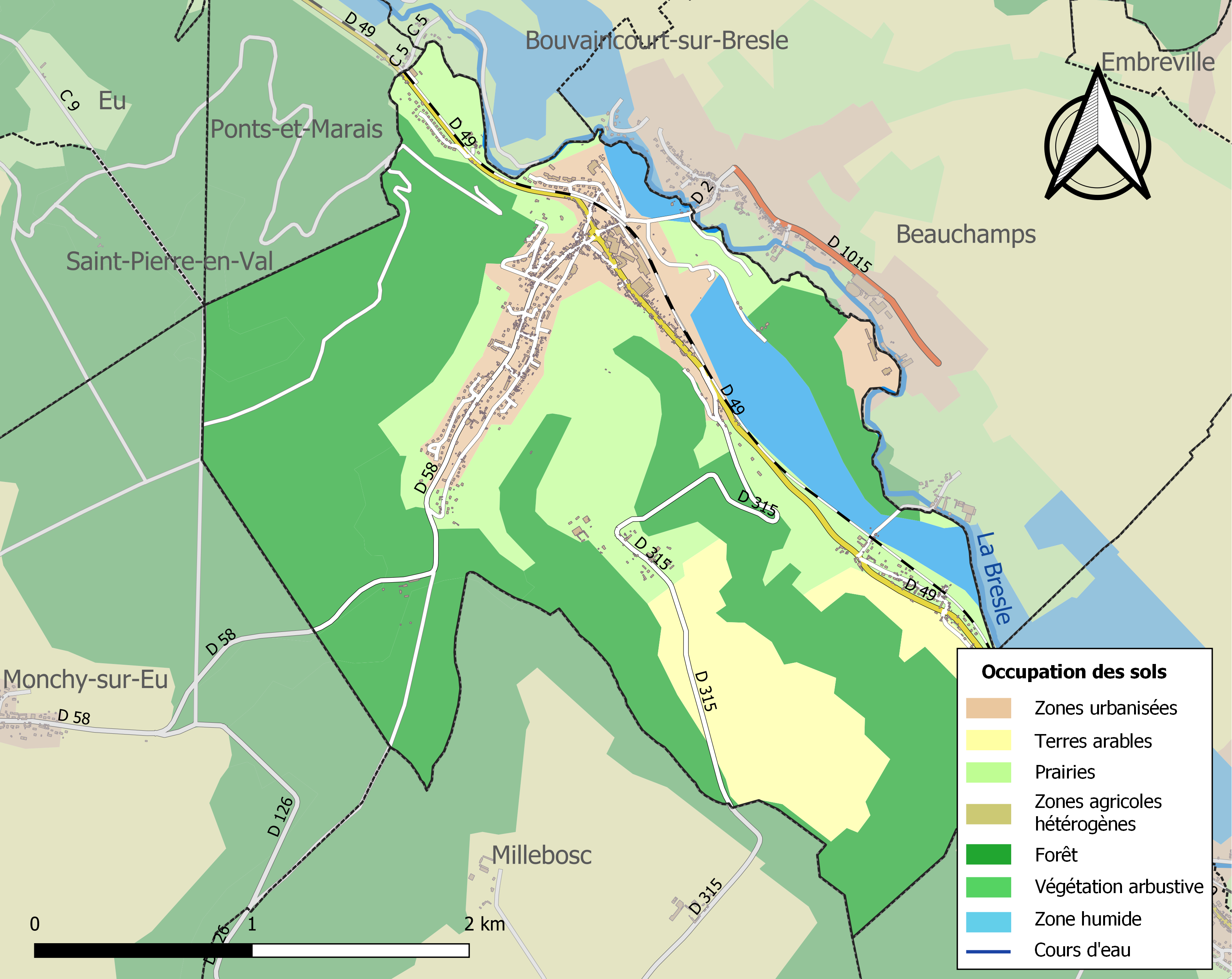
Carte des infrastructures et de l'occupation des sols de la commune en 2018 (CLC).

L'occupation des sols de la commune, telle qu'elle ressort de la base de données européenne d’occupation biophysique des sols Corine Land Cover (CLC), est marquée par l'importance des forêts et milieux semi-naturels (51,6 % en 2018), en augmentation par rapport à 1990 (48,6 %). La répartition détaillée en 2018 est la suivante : 
forêts (51,6 %), prairies (20,9 %), terres arables (11,5 %), zones urbanisées (8,9 %), eaux continentales (6,2 %), zones industrielles ou commerciales et réseaux de communication (1 %). L'évolution de l’occupation des sols de la commune et de ses infrastructures peut être observée sur les différentes représentations cartographiques du territoire : la carte de Cassini (XVIIIe siècle), la carte d'état-major (1820-1866) et les cartes ou photos aériennes de l'IGN pour la période actuelle (1950 à aujourd'hui).

### Lieux-dits, hameaux et écarts
Incheville compte deux hameaux Gousseauville et Breuilly.

### Habitat et logement
En 2018, le nombre total de logements dans la commune était de 667, alors qu'il était de 657 en 2013 et de 655 en 2008.
Parmi ces logements, 84,6 % étaient des résidences principales, 5,2 % des résidences secondaires et 10,2 % des logements vacants. Ces logements étaient pour 82,1 % d'entre eux des maisons individuelles et pour 17,6 % des appartements.
Le tableau ci-dessous présente la typologie des logements à Incheville en 2018 en comparaison avec celle de la Seine-Maritime et de la France entière. Une caractéristique marquante du parc de logements est ainsi une proportion de résidences secondaires et logements occasionnels (5,2 %) supérieure à celle du département (3,9 %) mais inférieure  à celle de la France entière (9,7 %). Concernant le statut d'occupation de ces logements, 63,8 % des habitants de la commune sont propriétaires de leur logement (61 % en 2013), contre 53 % pour la Seine-Maritime et 57,5 % pour la France entière.
| Typologie                                               | Incheville | Seine-Maritime | France entière |
| ------------------------------------------------------- | ---------- | -------------- | -------------- |
| Résidences principales (en %)                           | 84,6       | 88             | 82,1           |
| Résidences secondaires et logements occasionnels (en %) | 5,2        | 3,9            | 9,7            |
| Logements vacants (en %)                                | 10,2       | 8,1            | 8,2            |

## Toponymie
Le nom de la localité est attesté sous la forme Ansevilla vers 1063,.

## Histoire

### Antiquité
Ainsi qu'en témoigne le livret « Incheville, la mémoire de nos jours » de Pierre Molkhou, Incheville a une histoire riche de plusieurs siècles  et des traces d'habitat gallo-romain ont été découvertes. Incheville était sans doute traversée par un embranchement de la voie romaine reliant Beauvais à Eu.

### Époque contemporaine
En 1822, la commune d'Incheville, instituée par la Révolution française, absorbe celle de Gousseauville, qui comptait 72 habitants.
En 1823, un industriel, Louis Delieuwin, obtient l'autorisation de créer un canal de déviation sur la Bresle pour y faire construire une filature de coton utilisant l'énergie hydraulique.
Une gare est créée à Incheville sur la ligne d'Épinay - Villetaneuse au Tréport - Mers en 1873. Cette gare est fermée de longue date

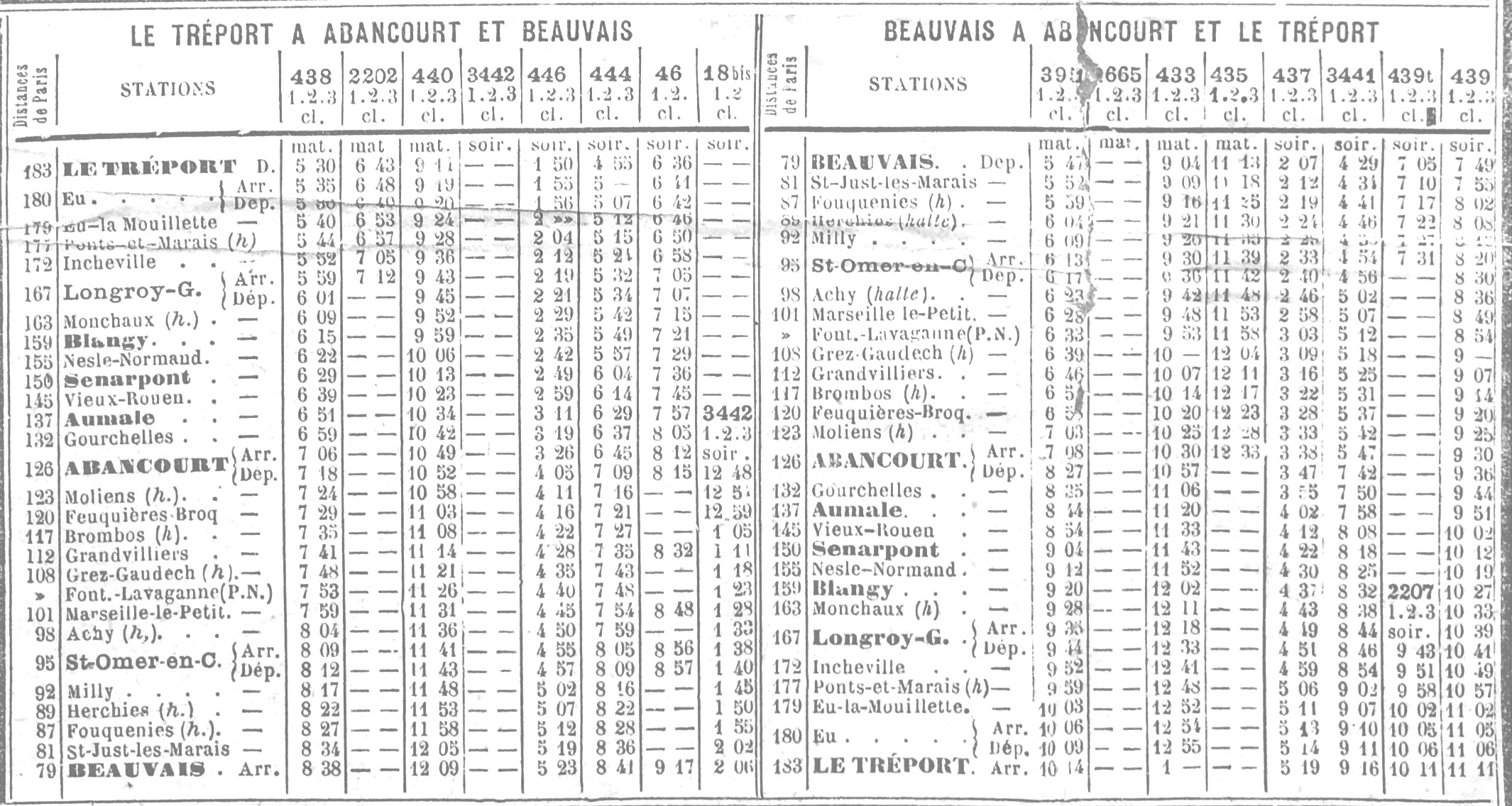
Horaires de la ligne de chemin de fer de Beauvais au Tréport-Mers de 1890.

Incheville au tournant du XXe siècle
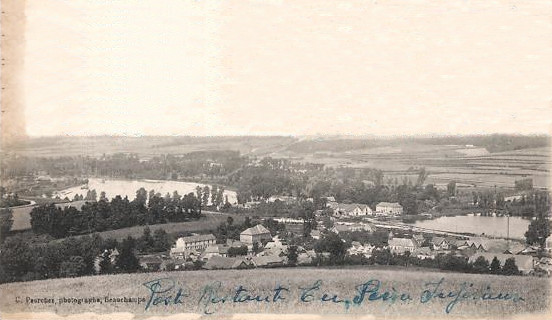
Vue panoramique du village et de la vallée de la Bresle.
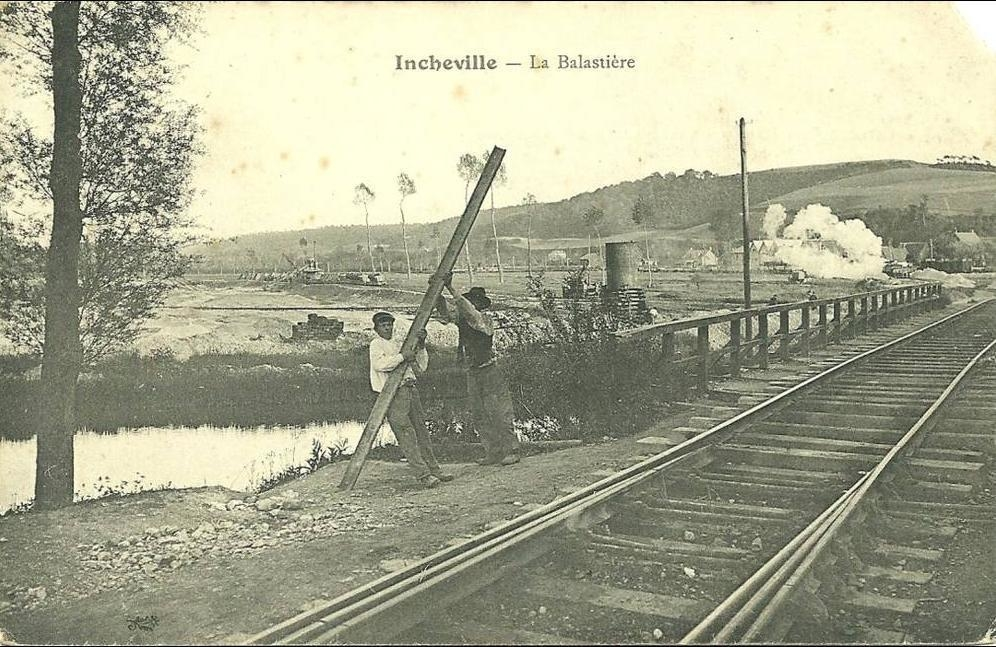
La voie ferrée et la ballastière.
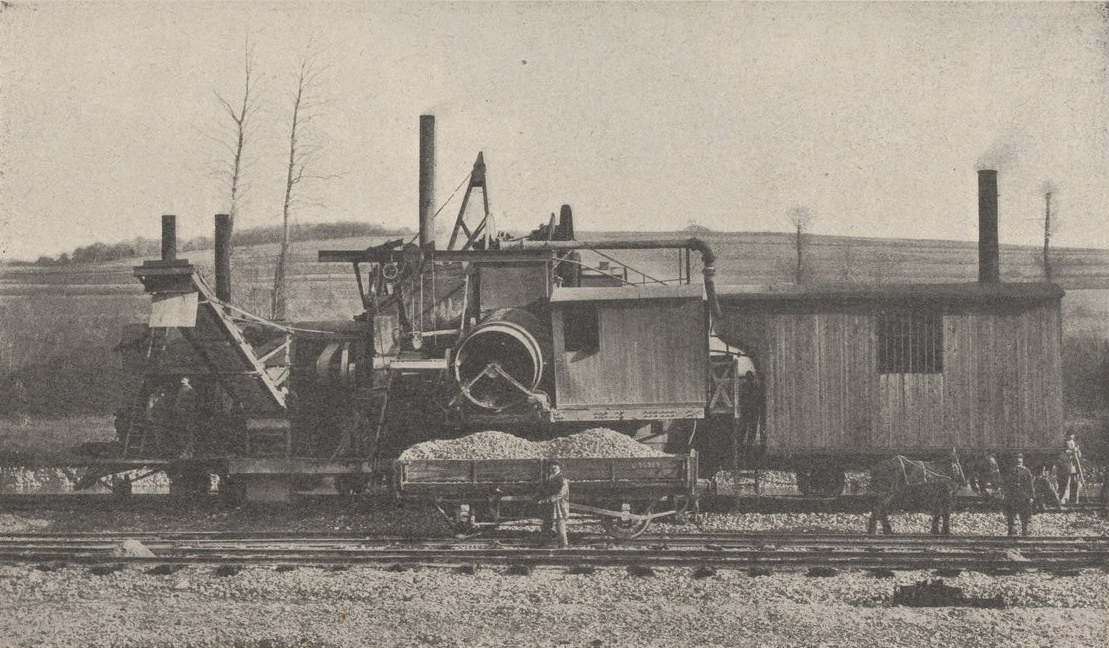
Concasseuse de la ballastière de Bouvaincourt.
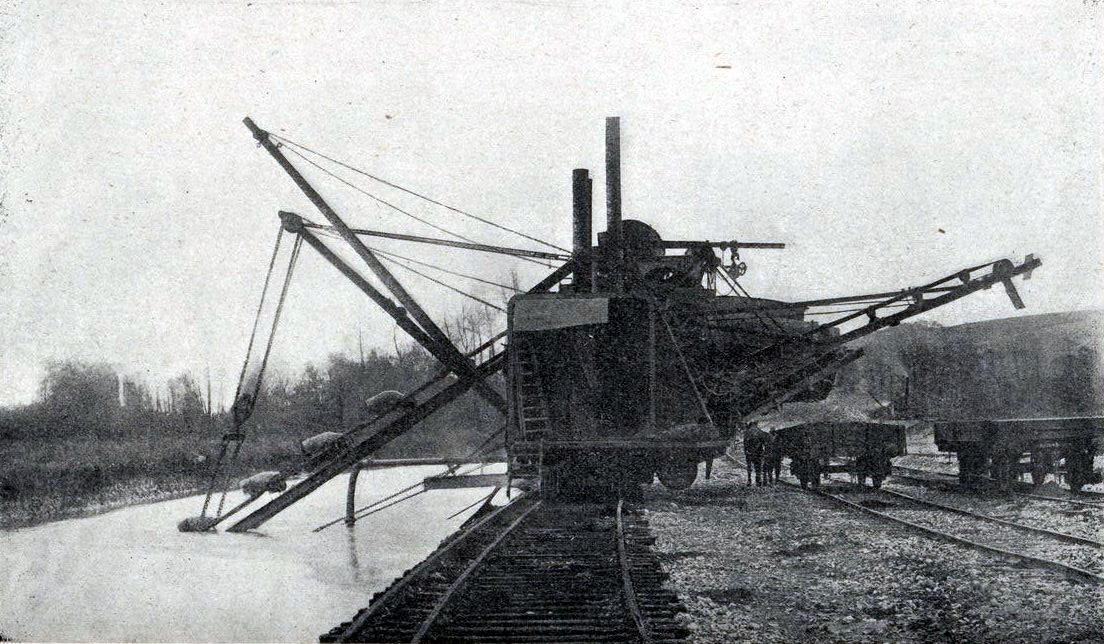
L'excavatrice de la ballastière.
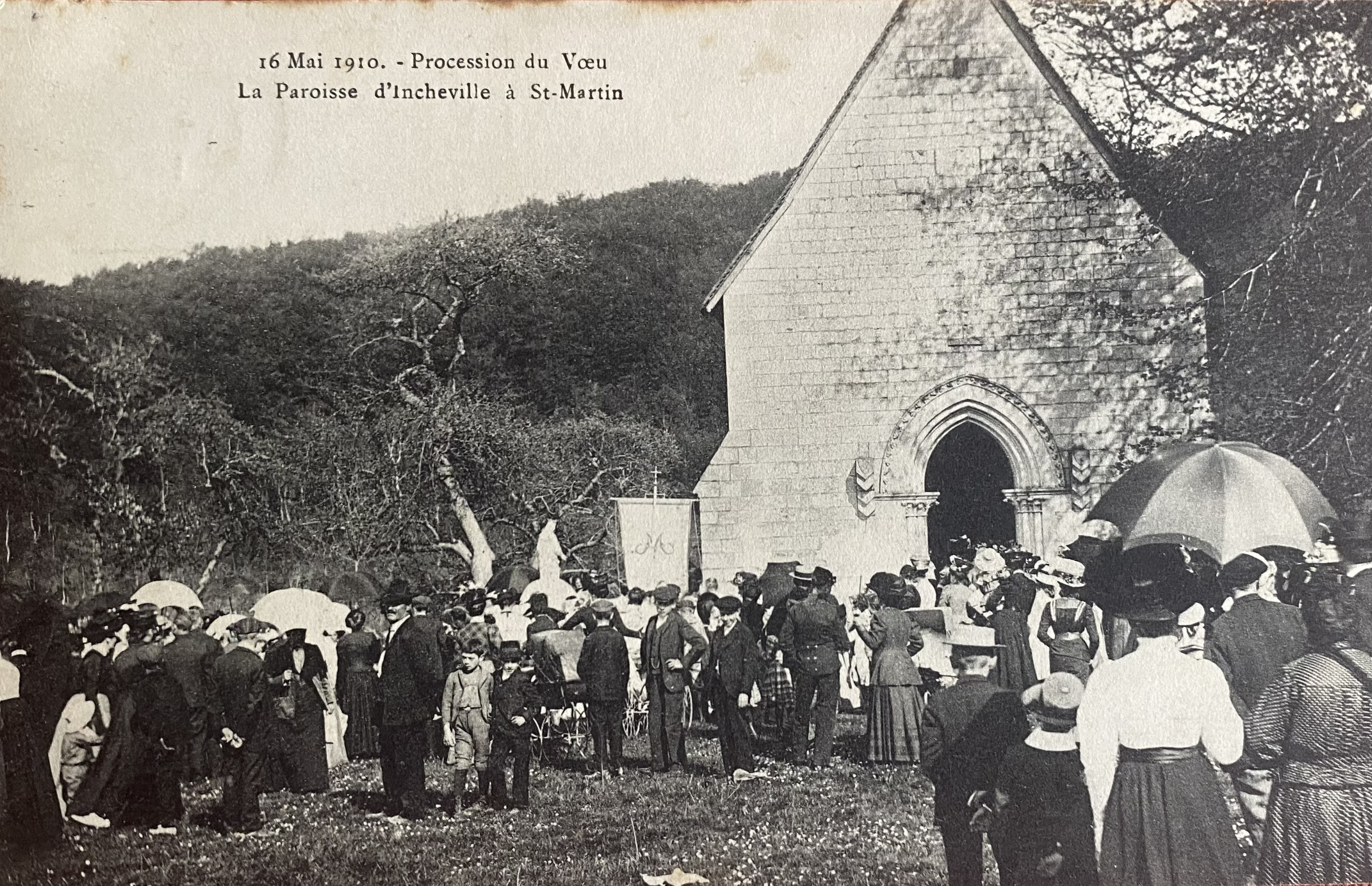
Procession à la chapelle Saint-Martin.

Du début du XXe siècle aux années 1980, la vie économique de la commune est marquée par la présence des usines Maillard créées en 1909 par Maurice Maillard, et situées au Lieu-Dieu, puis à partir de 1918 sur la place du village, les bâtiments étant aujourd'hui pour la plupart toujours présents. L'entreprise produisait  de roues libres et diverses pièces de cycle.
Plus de 2 000 ouvriers y travaillent dans les années 1960, plus que le nombre d'habitants que la commune compte à l'époque. L'entreprise possède alors des usines annexes à Neufchâtel-en-Bray et Abbeville. La famille Maillard vend l'entreprise dans les années 1970 au groupe Peugeot. À sa fermeture, elle appartient au groupe allemand Sachs.
Il existe également, à la fin du XIXe siècle et au début du XXe siècle une verrerie, dans le village, dans l'actuelle rue Pierre-et-Marie-Curie, ancienne route de Monchy, qui ferme en 1956. C'est dans celle-ci qu'en 1904 le premier syndicat des verriers voit le jour.
Au début de la Seconde Guerre mondiale, durant la Bataille de France, le 18 juin 1940, une escadrille allemande lâche une bombe sur l'usine Maillard.

## Politique et administration

### Rattachements administratifs et électoraux

#### Rattachements administratifs
La commune se trouve dans l'arrondissement de Dieppe du département de la Seine-Maritime
Elle faisait partie depuis 1793 du canton d'Eu. Dans le cadre du redécoupage cantonal de 2014 en France, cette circonscription administrative territoriale a disparu, et le canton n'est plus qu'une circonscription électorale.

#### Rattachements électoraux
Pour les élections départementales, la commune fait partie depuis 2014 d'un nouveau canton d'Eu porté de 22 à quarante communes.
Pour l'élection des députés, elle fait partie de la sixième circonscription de la Seine-Maritime.

### Intercommunalité
Incheville est membre depuis 2003 de la communauté de communes des Villes Sœurs, un établissement public de coopération intercommunale (EPCI) à fiscalité propre créé fin 1999 sous le nom de communauté de communes du Gros Jacques et auquel la commune a transféré un certain nombre de ses compétences, dans les conditions déterminées par le code général des collectivités territoriales.

### Liste des maires
| Période                                  | Période                      | Identité          | Étiquette | Qualité                                                                            |
| ---------------------------------------- | ---------------------------- | ----------------- | --------- | ---------------------------------------------------------------------------------- |
| Les données manquantes sont à compléter. |                              |                   |           |                                                                                    |
|                                          |                              |                   |           |                                                                                    |
| 1929                                     | 1965                         | Léon Pétion       |           | Instituteur                                                                        |
|                                          |                              |                   |           |                                                                                    |
| 1968                                     | 1988                         | Georges Caudron   |           |                                                                                    |
| 1988                                     | mars 2008                    | Philippe Maillard |           |                                                                                    |
| mars 2008                                | août 2023                    | José Marchetti    | PCF       | Vice-président de la CC des Villes Sœurs (2014 → ) Réélu pour le mandat 2020-2026, |
| février 2024                             | En cours (au 2 février 2024) | Nicolas Catteau   |           | Agriculteur                                                                        |

À la suite de mésententes, six membres du conseil municipal démissionnent en 2023, dont les trois premiers adjoints. Cela entraine de nouvelles élections municipales à l'automne 2023,

## Équipements et services publics

### Enseignement
L'école maternelle et élémentaire Charles-Perrault accueille les élèves locaux. Elle compte 109 élèves à la rentrée de l'année scolaire 2016-2017. L'établissement est situé dans l'académie de Normandie, en zone B pour les vacances scolaires.

## Population et société

### Démographie
L'évolution du nombre d'habitants est connue à travers les recensements de la population effectués dans la commune depuis 1793. Pour les communes de moins de 10 000 habitants, une enquête de recensement portant sur toute la population est réalisée tous les cinq ans, les populations de référence des années intermédiaires étant quant à elles estimées par interpolation ou extrapolation. Pour la commune, le premier recensement exhaustif entrant dans le cadre du nouveau dispositif a été réalisé en 2006.

En 2022, la commune comptait 1 138 habitants, en évolution de −9,32 % par rapport à 2016 (Seine-Maritime : +0,35 %, France hors Mayotte : +2,11 %).
| 1793 | 1800 | 1806 | 1821 | 1831 | 1836 | 1841 | 1846 | 1851 |
| ---- | ---- | ---- | ---- | ---- | ---- | ---- | ---- | ---- |
| 212  | 156  | 135  | 212  | 423  | 446  | 488  | 503  | 506  |

| 1856 | 1861 | 1866 | 1872 | 1876 | 1881 | 1886 | 1891 | 1896 |
| ---- | ---- | ---- | ---- | ---- | ---- | ---- | ---- | ---- |
| 540  | 540  | 550  | 472  | 517  | 512  | 525  | 519  | 496  |

| 1901 | 1906 | 1911 | 1921 | 1926  | 1931  | 1936  | 1946  | 1954  |
| ---- | ---- | ---- | ---- | ----- | ----- | ----- | ----- | ----- |
| 643  | 694  | 901  | 954  | 1 060 | 1 030 | 1 075 | 1 072 | 1 172 |

| 1962  | 1968  | 1975  | 1982  | 1990  | 1999  | 2006  | 2011  | 2016  |
| ----- | ----- | ----- | ----- | ----- | ----- | ----- | ----- | ----- |
| 1 257 | 1 457 | 1 521 | 1 673 | 1 484 | 1 431 | 1 389 | 1 312 | 1 255 |

| 2021  | 2022  | - | - | - | - | - | - | - |
| ----- | ----- | - | - | - | - | - | - | - |
| 1 170 | 1 138 | - | - | - | - | - | - | - |

## Culture locale et patrimoine

### Lieux et monuments
- Oppidum d'Incheville. Site datant de l'Âge du Fer, inscrit aux monuments historiques.
- Église Saint-Lubin à Incheville.
- Église Saint-Léger de Gousseauville du XIIe siècle[37]. Église avec un clocher-mur. Agrandie sous Louis XIII, Louis XIV, Louis XV. Monument en péril, dont la restauration est hors de portée des ressources locales[38],[39].
- Chapelle Saint-Martin-au-Bosc, seul vestige du prieuré fondé en 1106 par le comte Henri. Un pèlerinage s'y  tient le lundi de Pentecôte, afin d'acquitter un vœu fait lors de la Peste Noire par les habitants d'Incheville.
- Verrerie de M. Lavernot à Incheville[40].

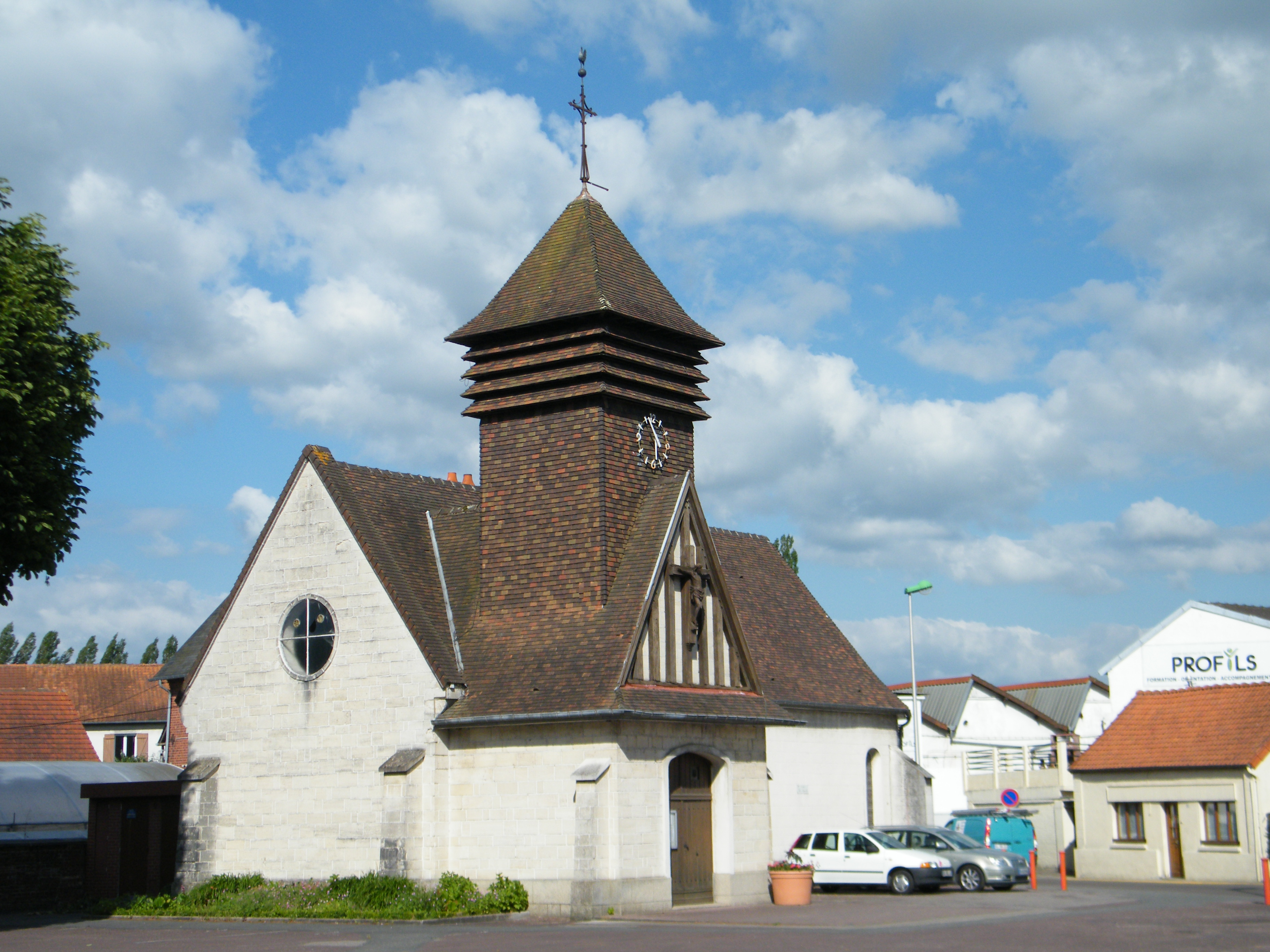
L'église Saint-Lubin.
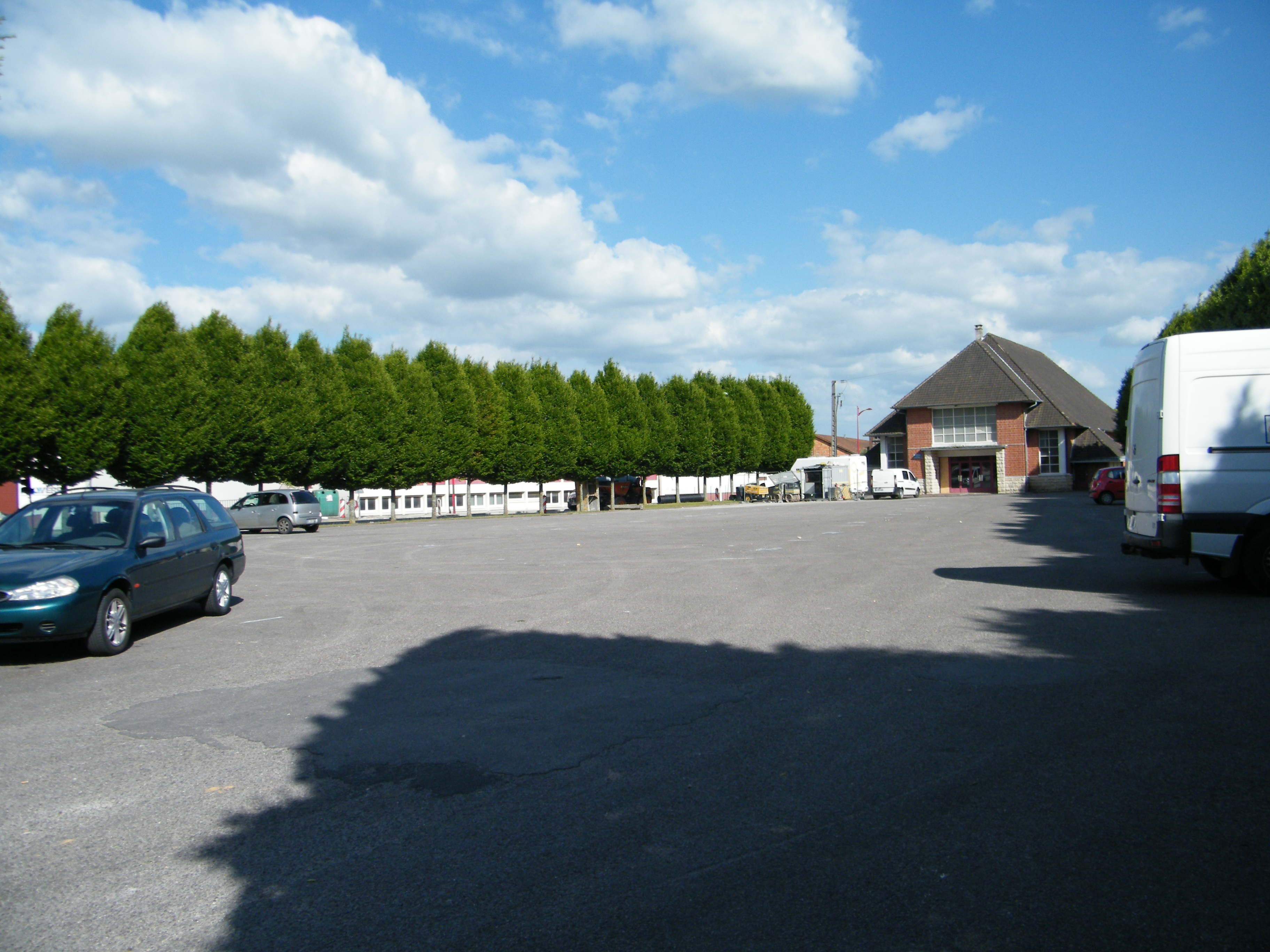
La place.
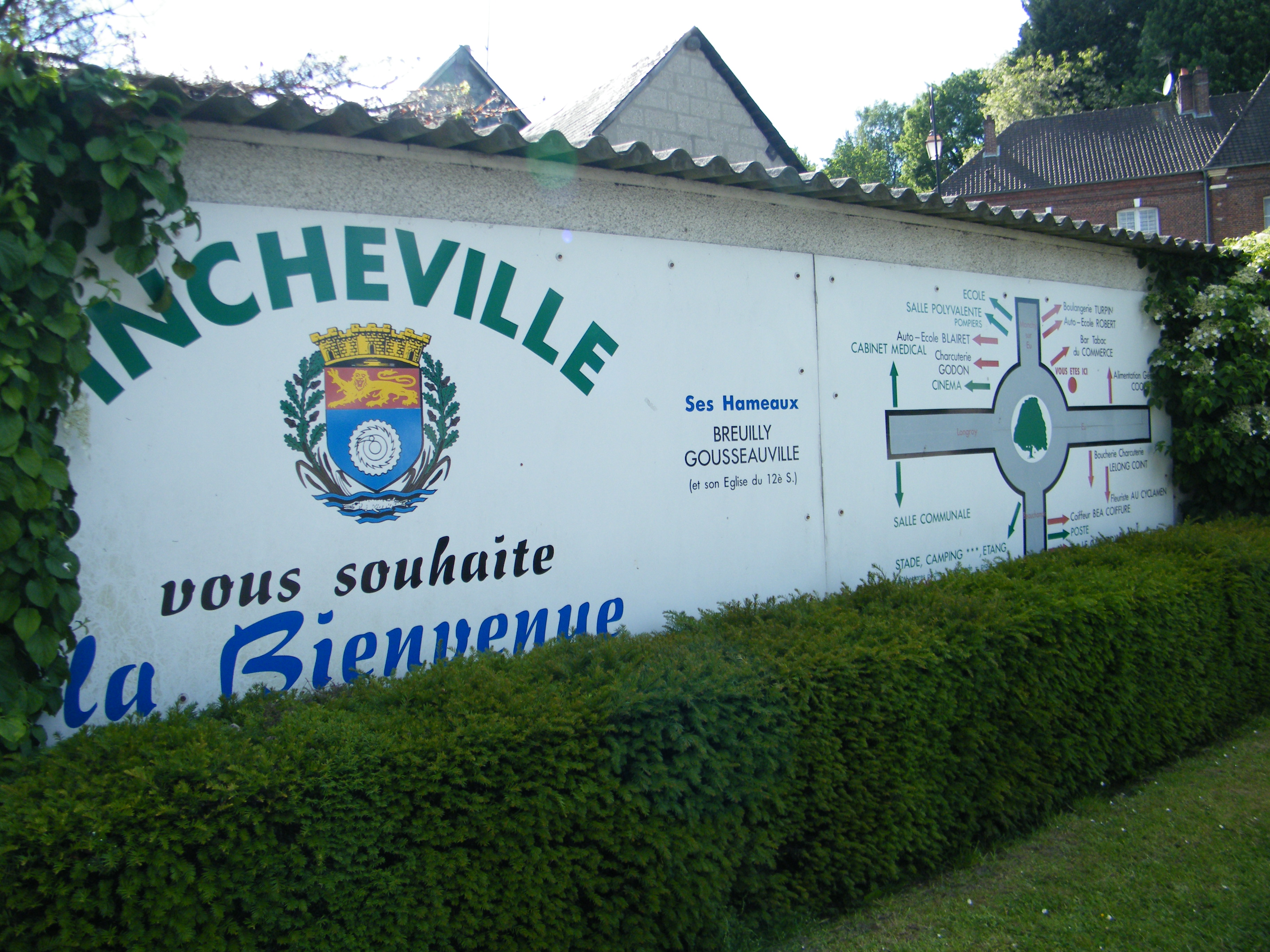
Plan de l'agglomération.

### Incheville dans les arts et la culture

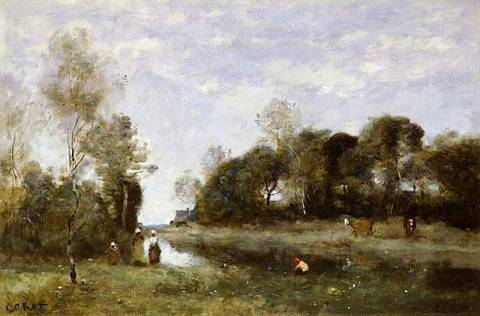
Jean-Baptiste Camille Corot : Souvenir de la Bresle à Incheville, collection particulière.

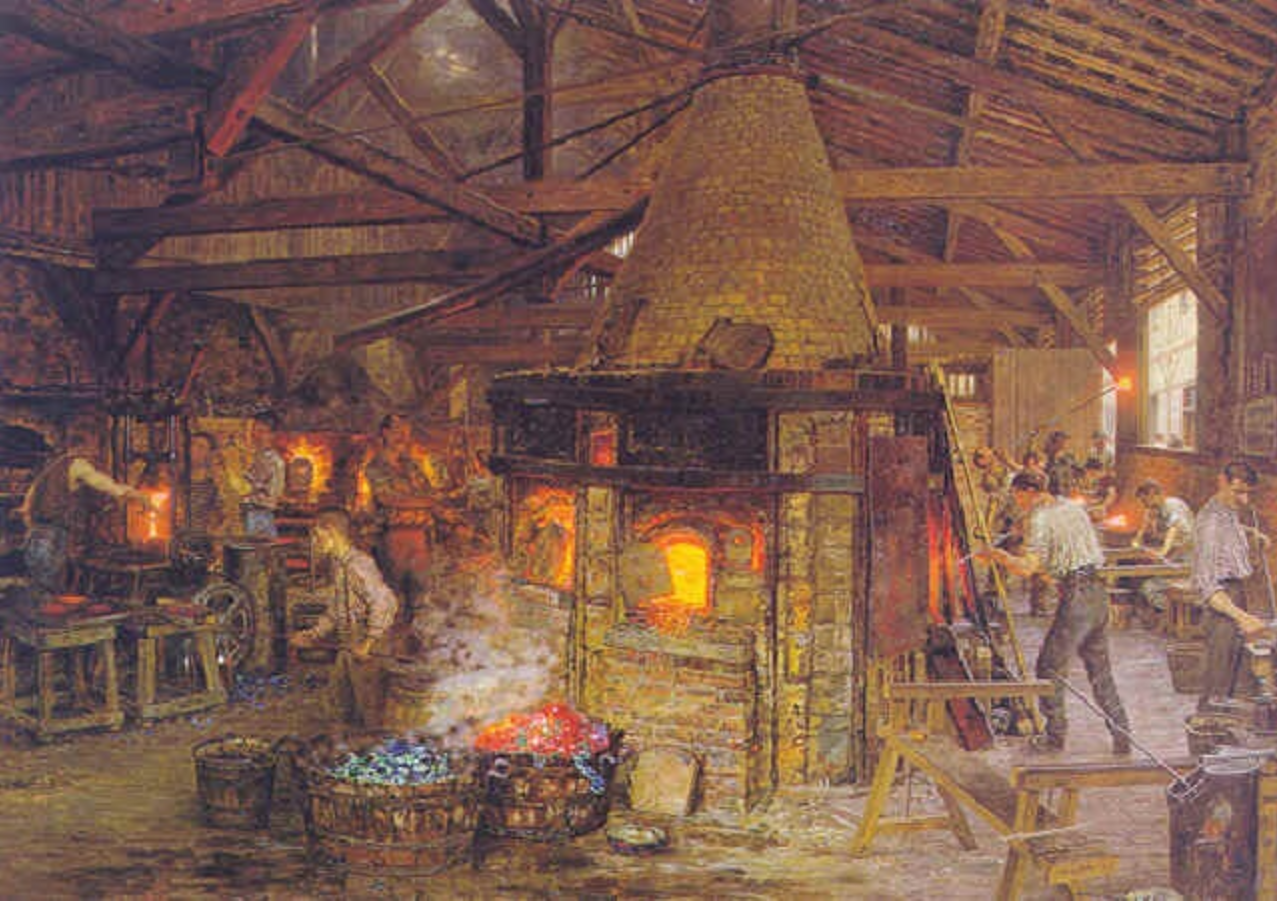
François-Marie Firmin-Girard : Les souffleurs de verre à Incheville

### Personnalités liées à la commune
- Pierre Gros, né le 7 mai 1939 à Incheville, est un universitaire français, normalien, latiniste, spécialiste de l'archéologie et l'architecture romaine.
- Maurice Maillard, fondateur de la société Maillard, ancien équipementier français de l'industrie du cycle, installé à Incheville, qui fut, dans les années 1970, l'un des leaders mondiaux dans le domaine des moyeux, roues libres, pignons et pédales.

### Héraldique
| Blason de Incheville | Blason  | D’azur à la roue à cliquet d’argent, au chef cousu de gueules chargé d’un léopard d’or armé et lampassé d’azur.                                                                                                |
| Blason de Incheville | Détails | Le léopard d'or sur champ de gueules rappelle les armes de la Normandie. La roue cluetée rappelle la roue libre, spécialité industrielle des usines Maillard. Le statut officiel du blason reste à déterminer. |

## Pour approfondir